# Johann Gottfried Herder
Johann Gottfried von Herder (ur. 25 sierpnia 1744 w Morągu, zm. 18 grudnia 1803 w Weimarze) – niemiecki filozof, pastor i pisarz, którego poglądy wpłynęły znacząco na późniejszy rozwój idei narodu (koncepcja Volk) oraz filozofii i historii kultury. Był jednym z klasyków weimarskich.

## Życiorys

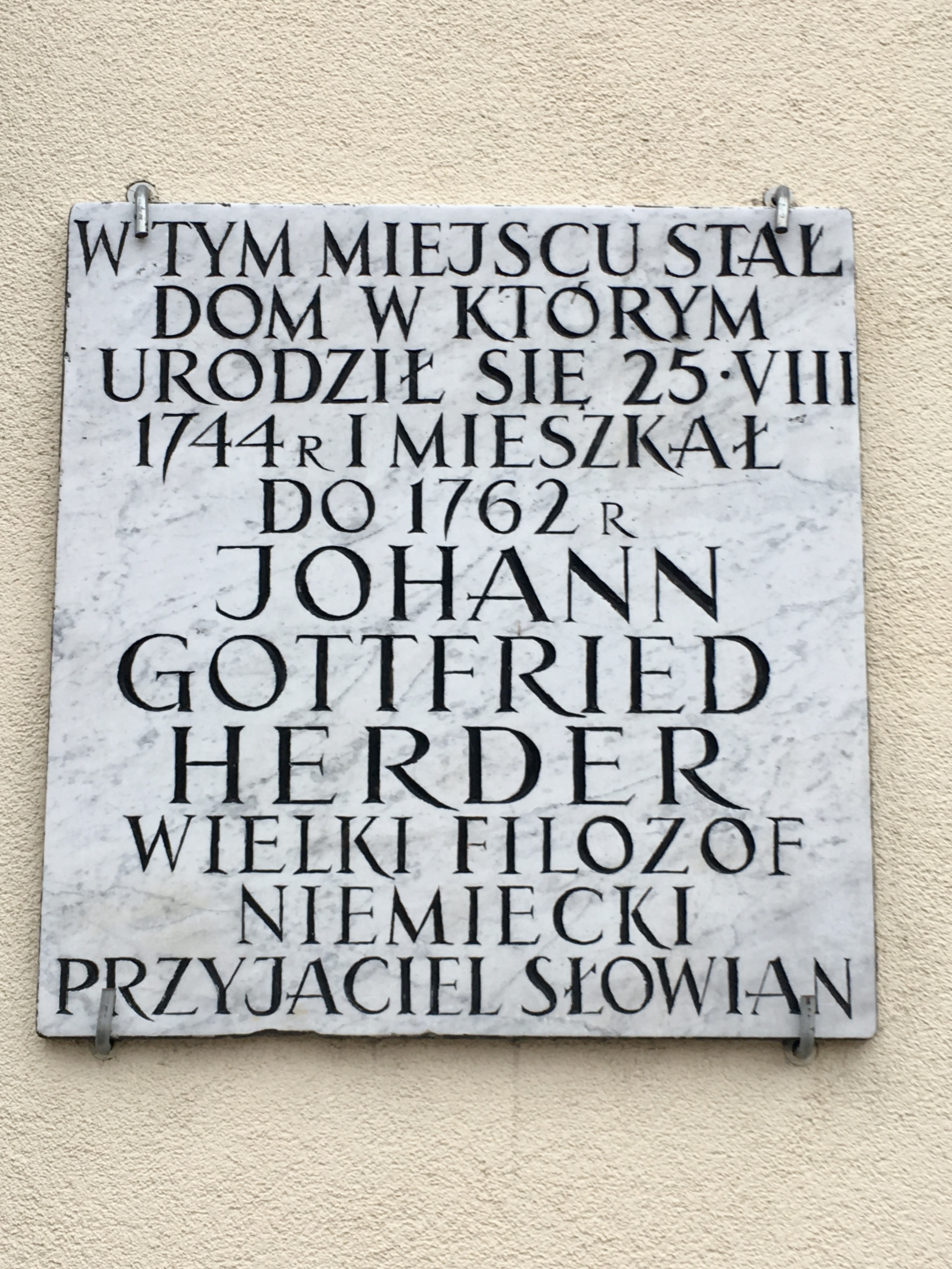
Tablica w miejscu domu Herdera w Morągu

Studiował na Uniwersytecie Albertyna w Królewcu.
Johann Gottfried Herder wprowadził do filozofii romantycznej pojęcie ludowości, ponieważ był zafascynowany jej naturalnością i pierwotnością. Była przez niego traktowana jako źródło prawdy i tożsamości. Jego dzieło pod tytułem Głosy ludów w pieśniach było czytane przez romantyków i zapoczątkowało zbieranie utworów ludowych, czego przykładem jest działalność braci Grimmów.
Herder rozumiał historię jako ciągłość realizującą boski plan. Świat opiera się na ładzie, przyroda jest wzniosła, piękna i bogata w sens. Człowiek posiada rozum i wolność. Współuczestniczy w dziejach, poprzez swe działania tworzy tradycję, którą Herder nazwał łańcuchem kultury. Celem człowieka jest stopniowa humanizacja. Ludzkość to dopiero „pąk kwiatu”. Polscy romantycy przejęli część tej koncepcji – obraz świata wyjaśniający przeznaczenie narodu i jednostki. Naród to jedność pokoleń przeszłych, obecnych i przyszłych, która łączy się ze wspólnym językiem.
Ożenił się z Caroline Flachsland, której siostra – Frederike Flachsland, była żoną heskiego polityka Andreasa Petera von Hessego.

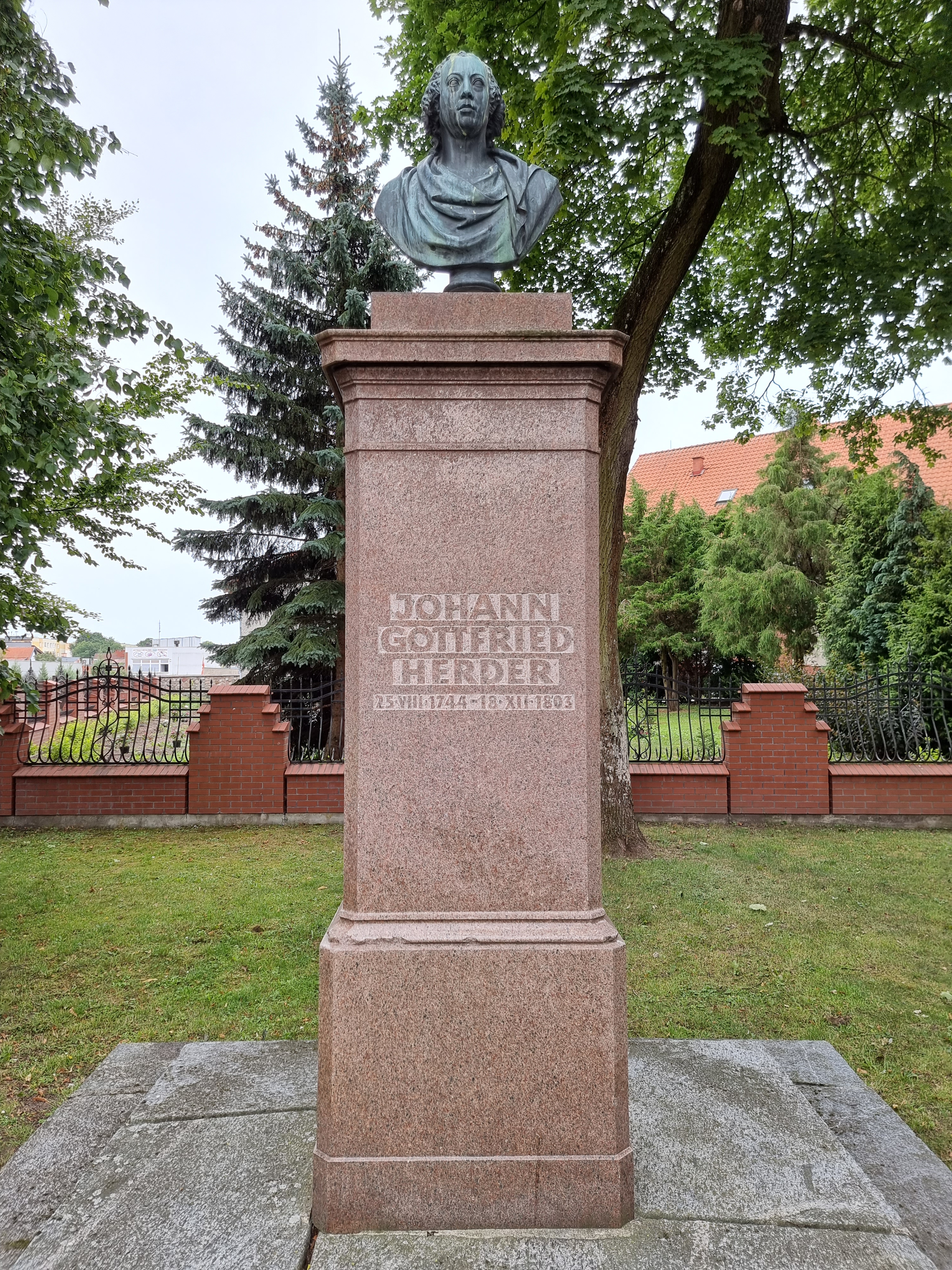
Pomnik Herdera w Morągu

Jego imieniem nazwano ulice w Olsztynie, Ostródzie i Morągu. W Morągu znajduje się muzeum jego imienia.

## Prace oraz idee
W 1772 r. Herder opublikował Rozprawę o pochodzeniu języka, w ramach której posunął się nawet dalej niż w ramach swoich dotychczasowych nakazów posługiwania się językami narodowymi. Herder ustanowił grunt pod filologię porównawczą w ramach nowego prądu politycznych perspektyw.
W trakcie tego okresu kontynuował on rozwój swojej własnej unikalnej teorii estetyki w ramach prac takich jak ta powyżej, zaś Goethe równolegle tworzył dzieła takie jak Cierpienia młodego Wertera, przyczyniając się do narodzin nurtu w kulturze Stürm und Drang.
Herder jest autorem istotnego eseju na temat Szekspira oraz Ausztug aus einem Brietwechsei über Ossian und die Lieder alter Völker opublikowanego w 1773 r. w ramach manifestu, w który wkład miał Goethe oraz Justus Möser. Herder pisał „poeta jest twórcą otaczającego go narodu, daje mu świat do oglądania oraz trzyma jego duszę w swojej dłoni, by prowadzić go przez świat”. Uważał on, że taka poezja posiadała swoją największą czystość i siłę w narodach zanim zdążyły się one ucywilizować, czego wyrazem jest Stary Testament, Edda poetycka i prozaiczna, a także dzieła Homera. Próbował on odnaleźć odzwierciedlenie tej tezy w dziejach starożytnych ludów germańskich oraz nordyckiej poezji i mitologii. Herder był również zainspirowany motywami religijnymi z Hinduizmu oraz literatury indiańskiej, które postrzegał w pozytywnym świetle, pisząc szereg esejów na ten temat.
Poczynając od roku 1776. filozofia Herdera skierowała się z powrotem w stronę klasycyzmu, sprawiając, że zaczął on prace nad nieskończonym dziełem Ideen zur Philosophie der Geschichte der Menschheit, które znacznie wpłynęło na szkołę namysłu historycznego. Filozofia Herdera podkreślała wpływ fizycznych i historycznych okoliczności na rozwój człowieka.
Herder był jedną z pierwszych osób, które twierdziły, że język wpływa na kształtowanie logiki oraz wzorców myślenia, jakimi posługują się społeczności używające danych języków. Twierdził on, że język jest „organem wyrażania myśli”. Spotykało się to jednak z częstym niezrozumieniem. Ani Herder, ani inny wielki filozof języka, Wilheim von Humboldt, nie twierdzili, że język determinuje myśli. Twierdzili oni raczej, że język anektuje zewnętrzny świat w obrębie ludzkiego umysłu poprzez określone symbole (merkmale). Swoją argumentację podpierał przykładem z prac Mojżesza Medelssohna oraz Thomasa Abbt. W swoich domysłach snuł on narrację o ludzkich korzeniach, w ramach której język wprawdzie nie determinował myśli, ale jednak pierwsi ludzie wiązali ze sobą owce oraz ich beczenie lub inny obiekt oraz powiązany merkmale. Dla naszych ancestorów owca była beczeniem, a beczenie było owcą. Herder posuwał się w swoich twierdzeniach nawet dalej, twierdząc, że skoro aktywne odbicie (besonnenheit) oraz język pozostają w ludzkiej świadomości, to ludzki impuls do nadawania znaczenia jest nieodzownie powiązany z przeszłością, teraźniejszością i przyszłością gatunku ludzkiego.
Dokonania Herdera wciąż mają wpływ na myślicieli, lingwistów i antropologów. Od zawsze uważano je za esencjonalne dla hipotezy Sapira-Whorfa oraz twierdzeń Franza Boasa, a także – co stanowi świeższy historycznie przykład – antropologicznych studiów Della Hymesa. Zaangażowanie Herdera w studia nad językiem i tradycjami kulturowymi, jako czynnikami, które definiują naród, obejmowały również folklor, tańce i muzykę ludową, a także sztukę, co stanowiło czynnik inspirujący dla braci Grimm do stworzenia ich antologii germańskich opowieści ludowych. Chyba największym ze spadkobierców refleksji Herdera jest Wilhelm von Humboldt. Najbardziej istotnym wkładem Humbolta jest rozwinięcie idei Herdera, według której język jest organem myśli, we własne przekonanie, wedle którego język dyktuje spojrzenie na świat.
Szczególną uwagę przywiązywał Herder do idei narodu oraz patriotyzmu, twierdząc, że „ten kto utracił swojego patriotycznego ducha, zatracił również siebie”. Twierdził on również, że w narodzie istnieje wyłącznie jeden stan – ludność, do której zaliczał się każdy włącznie z królem. Postrzegając naród jako jedność, wskazywał on jednak wyraźne bariery pomiędzy konkretnymi narodami. Odmienności te dyktowane były przez edukację, tradycję oraz kulturowe dziedzictwo. Herder doceniał prymitywne plemiona, pisząc „dzikusy, rozkoszujące się własnym życiem, swoją żoną oraz dziećmi w spokojnej radości, ograniczając się do funkcjonowania wyłącznie w obrębie swojego plemienia są prawdziwszymi ludźmi niż Ci, którzy próbują w swoim funkcjonowaniu realizować kulturowe dziedzictwo całej ludzkości”.
W następstwie swojej podróży na Ukrainę, Herder napisał w swoim dzienniku przypuszczenie, według którego narody słowiańskie pewnego dnia staną się dominującą siłą w Europie, co wynikać miałoby z tego, że w przeciwieństwie do krajów zachodnich pozostaną oni wierni swojej kulturze, wierze oraz ideałom. Ponadto wysnuł on przypuszczenie, jakoby naród węgierski miał z czasem zostać wcielony przez graniczące z nim kraje słowiańskie; domysł ten spotkał się z bardzo wyrazistą reakcją na Węgrzech i aż po dziś dzień bywa regularnie cytowany.

## Dzieła
- Abhandlung über den Ursprung der Sprache (1772)
- Fragmente über die neuere deutsche Literatur (1767)
- Über Ossian und die Literatur alter Völker (1773)
- Myśli o filozofii dziejów (1784-1791, wyd. polskie tom 1–2, 1962)
- Wybór pism (wyd. polskie 1988)
- Journal meiner Reise im Jahr 1769